# تقریباً مشهور
تقریباً مشهور (به انگلیسی: Almost Famous) نام فیلم درامی است که در سال ۲۰۰۰ به کارگردانی کامرون کرو ساخته شد.

## خلاصه داستان
به یک پسر نوجوان دبیرستانی فرصتی داده شده تا برای مجله رولینگ استون در مورد یک گروه راک، مقاله‌ای بنویسد، آن هم در حالی که قرار است به همراه این گروه راک به یک سفر برای اجرای کنسرت جدیدشان برود.

## جوایز
این فیلم موفق شد در رشتهٔ بهترین فیلم‌نامهٔ غیراقتباسی برندهٔ جایزه اسکار شود. همچنین در دو رشتهٔ بهترین بازیگر نقش مکمل زن (کیت هادسون و فرانسیس مک‌دورمند) و بهترین تدوین برای دریافت جایزه اسکار نامزد شد.